# Hibernia (Schiff, 1949)
Die Hibernia war ein 1949 in Dienst gestelltes Passagierschiff der British Transport Commission (ab 1962 British Railways), das 27 Jahre lang zwischen Holyhead und Dún Laoghaire im Einsatz war. Nach seiner Ausmusterung 1976 wurde es als Express Apollon nach Griechenland verkauft, kam dort aber nicht wieder in Fahrt und ging 1981 zum Abbruch nach Indien.

## Geschichte

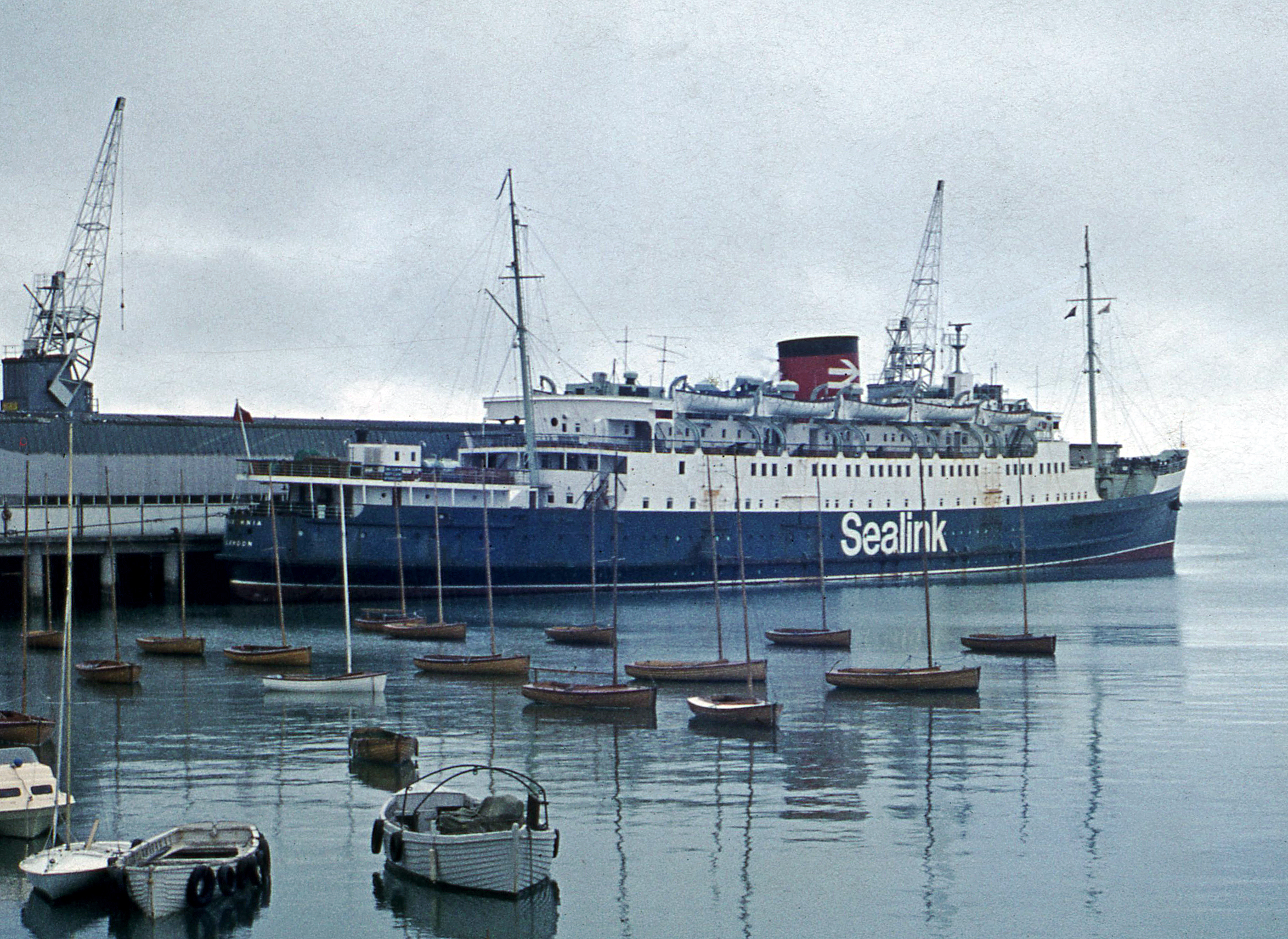
Heckansicht des Schiffes, 1973

Die Hibernia wurde unter der Baunummer 1367 in der Werft von Harland & Wolff in Belfast gebaut und lief am 22. Juli 1948 vom Stapel. Nach ihrer Ablieferung an die British Transport Commission im April 1949 nahm sie am 14. April den Liniendienst zwischen Holyhead und Dún Laoghaire auf. Ihr baugleiches Schwesterschiff Cambria folgte im Mai 1949.
1951 wurde die Hibernia mit Schiffsstabilisatoren ausgestattet. Ab 1962 wurde sie von British Railways bereedert. 1964 folgte eine Modernisierung und Umgestaltung ihrer Innenausstattung. Im Dezember 1967 bediente das Schiff kurzzeitig die Strecke von Heysham nach Belfast als Ersatz für die Duke of Argyll während deren Aufenthalt in einem Trockendock. Im Oktober 1968 war es als Ersatzschiff zwischen Harwich und Hoek van Holland im Einsatz. Von Mai 1971 bis Mai 1972 lief die Hibernia von Heysham aus den Hafen von Dún Laoghaire an. Mit diesen Ausnahmen blieb die Hibernia ihre gesamte Dienstzeit über auf der Holyhead-Dún-Laoghaire-Route.
Am 3. Oktober 1972 beendete die Hibernia nach 27 Dienstjahren ihre letzte planmäßige Überfahrt von Holyhead nach Dún Laoghaire. Modernere Fähren hatten inzwischen reine Passagierschiffe wie die Hibernia verdrängt. Nach kurzer Liegezeit ging sie im Dezember 1976 in den Besitz der griechischen Agapitos Lines über und erhielt den Namen Express Apollon.
Nach ihrem Eintreffen in Piräus am 15. Dezember 1976 kehrte die Express Apollon jedoch nicht mehr in den Liniendienst zurück, sondern blieb vier Jahre lang aufgelegt. Im Dezember 1980 traf das inzwischen zum Abbruch verkaufte Schiff in Bombay ein. Es wurde ab Januar 1981 bei Solid Steel Traders im Vorort Darukhana abgewrackt.